# Guarea casimiriana
Guarea casimiriana är en tvåhjärtbladig växtart som beskrevs av Hermann August Theodor Harms. Guarea casimiriana ingår i släktet Guarea och familjen Meliaceae. Inga underarter finns listade i Catalogue of Life.